# (23837) Matthewnanni
(23837) Matthewnanni est un astéroïde de la ceinture principale d'astéroïdes.

## Description
(23837) Matthewnanni est un astéroïde de la ceinture principale d'astéroïdes. Il fut découvert le 17 août 1998 à Socorro (Nouveau-Mexique) par le projet LINEAR. Il présente une orbite caractérisée par un demi-grand axe de 2,38 UA, une excentricité de 0,17 et une inclinaison de 1,5° par rapport à l'écliptique.

## Compléments